# Бинарне опције
Бинарна опција је финансијска егзотична опција у којој је исплата или неки фиксни новчани износ или ништа.   Два главна типа бинарних опција су бинарна опција готовина-или-ништа и бинарна опција имовина-или-ништа. Једна страна плаћа неки фиксни износ готовине ако опција истекне док друга страна плаћа вредност основног инструмента. Они се такође називају опцијама све или ништа, дигиталне опције (чешће у Форекс - тржиштима страних валута) и фиксне повратне опције ( ФРОс ) . 
Док се бинарне опције могу користити у чисто теоретском одређивању цена, оне су склоне преварама у пракси и стога их регулатори у многим надлежностима забрањују као облик коцкања.  Многе бинарне опције су разоткривене као у потпуности лажне.  Амерички ФБИ истражује бинарне преваре широм света, а израелска полиција је ту индустрију повезала са организованим криминалом.    Европска агенција за хартије од вредности (ЕСМА) забранила је трговину бинарним опцијама.  Аустралијска комисија за инвестиције (АСИК) сматра бинарне опције као “високоризичне” и “непредвидиве” инвестиције. 
ФБИ процењује да преваранти украду 10 милијарди долара годишње широм света.  Употреба имена познатих и угледних људи, као што је Ричард Брансон, да би се људи охрабрили да купују лажне "инвестиције", је честа и све већа појава.  Чланци објављени у новинама Време Израела објашњавају превару детаљно, користећи искуства бивших инсајдера., тј. запослених. Телефонским продавцима који су били регрутовани од стране лажног брокера бинарним опцијама је речено да "оставе своју савест на вратима".   Након истраге Време Израела, израелски кабинет одобрио је забрану продаје бинарних опција у јуну 2017. , а Кнесет је у октобру 2017. године донео закон којим се забрањују ти производи.  
Дана 30. јануара 2018. године, Фејсбук је забранио оглашавање бинарних трговања опцијама, као оглашавање крипто валута   Гугл и Твитер објавили су сличне забране у наредним седмицама. 

## Метод функционисања
Бинарне опције се заснивају на једноставном "да" или "не" услову: Да ли ће основно средство бити изнад одређене цене у одређено време?  Трговци постављају опкладе о томе да ли ће се то догодити или неће. Ако клијент сматра да ће цена основног средства бити изнад одређене цене у одређено време, трговац купује бинарну опцију, али ако он или она верују да ће бити испод те цене, они продају опцију. У америчким берзама, бинарна цена је увек испод 100 долара. 

Инвестопедија је описала процес трговине бинарним опцијама у САД на тај начин: 
 [А] бинарни може да се тргује по цени од 42,50 америчких долара (понуда) и 44,50 америчких долара (понуда) у 13:00 Ако купите бинарну опцију одмах ћете платити 44,50 долара, ако одлучите да продате право онда ћете продати по 42,50 долара.
Претпоставимо да сте одлучили да купите на 44.50. америчких долара Ако је у 13:30 цена злата изнад 1,250 долара, ваша опција истиче и постаје вредна 100 долара. Ви остварујете профит од 100 америчких долара - $ 44.50 = $ 55.50 (мање накнада). То се назива "у новцу".
Али ако је цена злата испод 1,250 долара у 13:30, опција истиче на 0. америчких долара Зато губите уложена средства у износу од 44,50 долара. То се зове "ван новца".

Понуда и понуда варирају до истека опције. Можете затворити своју позицију у било које вријеме прије истека рока како бисте закључали профит или смањили губитак (у успоредби с пуштањем истека новца).  
 У САД, свака бинарна опција се обрачунава на 100 америчких долара или 0, америчких долара 100 америчких долара ако је опклада тачна, 0 ако није. 
У онлајн индустрији бинарних опција, гдје се уговори продају од стране брокера клијенту на ОТЦ начин, користи се другачији модел одређивања цена. Брокери продају бинарне опције по фиксној цени (нпр. $ 100) и нуде фиксни процентуалну добит у случају поравнања. . 
На нерегулисаним платформама, новац клијента није нужно чуван на његовом рачуну, како то захтевају владине финансијске уредбе, а трансакције се не прате од стране трећих страна како би се осигурала фер игра. 
Бинарне опције се често сматрају обликом коцкања, а не инвестицијом због њихове негативне кумулативне исплате (брокери имају предност у односу на инвеститора) и зато што се рекламирају као да захтевају мало или нимало знања о тржиштима. Гордон Папе, који пише у Форбес 2010. године, назвао је бинарне веб сајтове "коцкарнице, просто и једноставно", и рекао: "Овакве ствари могу брзо постати заразне ... нико, ма колико био образован, не може са сигурношћу предвидети шта ће се десити са деоницама или робом у кратком временском периоду “. 
Папе је приметио да су бинарне опције лоше и са становишта коцкања. Једна онлајн бинарна опција је платила 71 $ за сваку успешну трговину од 100 америчких долара - "Ако изгубите, вратиће вам се 15 америчких долара. Рецимо да направите 1.000 "понуда" и освојите 545 од свих. Ваш профит је 38,695. америчких долара Али ваши губици од 455 ће вас коштати 38.675 $. Другим речима, морате да добијете у 54,5% случајева само да бисте остали на 0. ” 
Комисија за робну трговину САД упозорава да "неке бинарне опције интернет платформе за трговање могу претеривати са просечним повратом на уложено тако што ће оглашавати већи просечни принос од инвестиције (РОИ) него што би клијент требало да очекује с обзиром на структуру исплате." 

## Регулација и преваре
Многи "брокери" бинарних опција су разоткривени као лажне операције.  У тим случајевима нема стварног посредовања, купац се клади против брокера, који функционише као „кућа” у казину (енг. bucket shop). Уобичајена је и манипулација подацима о ценама која узрокују губитак клијената. Повлачења депозита се редовно одуговлачи или одбија у таквим операцијама; ако клијент очекује исплату, оператер ће једноставно прекинути комуникацију са клијентом.  Иако се бинарне опције понекад тргују на регулисаној берзи, оне су углавном нерегулисане, тргују на Интернету и склоне преварама. 

### Европска унија
Дана 23. марта 2018. године, Европска управа за хартије од вредности и финансијска регулаторна институција Европске уније и Европски надзорни орган у Паризу, пристали су на нова привремена правила којима се забрањује маркетинг, дистрибуција или продаја бинарних опција малопродајним клијентима (физичким лицима). 

### Аустралија
Аустралијска комисија за хартије од вредности и инвестиције (АСИК) је 13. фебруара 2015. упозорила аустралијске инвеститоре против Оптека, нелиценцираног дилера бинарних опција.  АСИК је касније почео са концентрисаним напорима да контролише нелиценциране провајдере деривата, укључујући "рецензентске" веб сајтове, брокерске филијале и пружаоце услуга везане за бинарне опционе производе. 

### Белгија
У августу 2016. белгијска управа за финансијске услуге и тржишта забранила је шеме бинарних опција, засноване на забринутости око широко распрострањених превара. 

### Канада
Ниједна фирма није регистрована у Канади да би понудила или продала бинарне опције, тако да тренутно није дозвољена трговина бинарним опцијама. Провинцијални регулатори су предложили потпуну забрану трговине свим бинарним опцијама, укључујући забрану онлајн оглашавања за бинарне трговинске опције.  Потпуна забрана трговања бинарним опцијама за опције са истеком мање од 30 дана објављена је 28. септембра 2017. 

### Кипар
Дана 3. маја 2012. године, Кипарска комисија за хартије од вредности (ЦиСЕЦ) објавила је промену политике у погледу класификације бинарних опција као финансијских инструмената . Ефекат је да би бинарне платформе које раде на Кипру, на којима се сада налазе многе платформе, морале бити уређене у року од шест месеци од датума објаве. ЦиСЕЦ је био први регулатор ЕУ МиФИД-а који је третирао бинарне опције као финансијске инструменте. 
У 2013. години ЦиСЕЦ је преовладао над озлоглашеним брокерима бинарних опција и интензивно комуницирао са трговцима како би спречио ризике коришћења нерегулираних финансијских услуга. 19. септембра 2013, ЦиСЕЦ је послао упозорење за новинаре против бинарних брокера опција ТрадерКСП, који није био и никада није био лиценциран од стране ЦиСЕЦ-а.  Дана 18. октобра 2013. године, ЦиСЕЦ је објавио упозорење инвеститора о брокеру бинарних опција НРГбинари и његовој матичној компанији НРГ Капитал (ЦИ) Лтд. 
ЦиСЕЦ је такође привремено обуставио лиценцу Цедар Фајнанс 19. децембра 2013. године, јер су потенцијалне повреде које су наведене указале да озбиљно угрожавају интересе клијената компаније и правилно функционисање тржишта капитала, као што је описано у званичном саопштењу за штампу. ЦиСЕЦ је такође издао упозорење против бинарног брокера опција ПланетОптион на крају године и још једно упозорење против бинарног брокера ЛБинари 10. јануара 2014. године, истичући да није било регулисано од стране Комисије и да Комисија није примила ниједно обавештење од стране својих партнера у другим европским земљама у смислу да ова фирма буде регулисани провајдер.
Кипарски регулатор је изрекао казну од 15.000 евра против ЗоомТрадера. ОптионБраво и ЧарџКСП су такође финансијски кажњени. ЦиСЕЦ је такође навео да је гласао за одбацивање захтева за лиценцу ШортОптион. 
У 2015. години, ЦиСЕЦ је више пута новчано казнио Банк Де Бинари за неколико прекршаја, укључујући и врбовање америчких клијената.   У 2016. години, регулатор је још једном новчано казнио Банк Де Бинари Лтд због кршења свог законодавства. Брокер је дошао до нагодбе од 350,000 €. 

### Француска
У августу 2016. године, француски закон о транспарентности Сапин II објављен је од стране Ауторите де Марше Финансиер (АМФ), настојећи да забрани оглашавање свих финансијских деривата. АМФ је навео да ће забранити оглашавање одређених веома спекулативних и ризичних финансијских уговора физичким лицима електронским путем.   Документ се посебно односи на бинарне опције, уговоре о разликама (ЦФД) и финансијске уговоре о валутама (форекс). Француски регулатор је одлучан да сарађује са властима да блокирају илегалне веб странице.  Закон такође забрањује све облике спонзорства и партнерства који резултирају директним или индиректним оглашавањем финансијских производа које покрива. Ова забрана је имала утицај на спонзоре неких европских фудбалских клубова. 
Компанија 24Оптион  са седиштем у Кипру забрањена је АМФ-у за трговање у Француској почетком 2016.  Они су спонзорисали познатог ирског мешовитог борца, Конора Макгрегора, који је промовисао компанију путем друштвених медија. 

### Немачка
Немачки Савезни надзорни орган за финансије (БаФин) редовно објављује упозорења инвеститора. БаФин је 29. новембра 2018. објавио да планира "да забрани маркетинг, дистрибуцију и продају бинарних опција малопродајним клијентима на националном нивоу". 

### Израел
Трговање бинарним опцијама
У марту 2016. године, Израелска агенција за папире од вредности забранила је трговину бинарним опцијама у Израелу на основу тога што је такво трговање у основи коцкање, а не облик управљања инвестицијама. Забрана је проширена и на иностране клијенте у октобру 2017.    Кнесет је одобрио у октобру, упркос снажном противљењу индустрије бинарних опција. 
Превара
Израелски Д Тајмс је у 2016. објавио неколико чланака о превари бинарних опција. Чланак "Вукови из Тел Авива: Разоткривена израелска огромна, аморална муљажа бинарним опцијама" открио је да је индустрија превара.  Други чланак детаљно описује како је продавац бинарних опција врбовао клијенте. "Према једном бившем запосленом у фирми која запошљава више од 1.000 људи у модерној пословној згради у Тел Авиву, клијентима губици су загарантовани, јер" радна соба "у фирми за бинарне опције контролише трговинску платформу - попут непоштеног власника казина који манипулише окретањем точка рулета ". 
У јулу 2016. године, израелска бинарна фирма Ваулт Оптионс и Глобална Размена 365 наложили су од стране Окружног суда САД Северни дистрикт Илиноис да плати више од 4,5 милиона долара за незакониту трговину бинарним опцијама, превару и повреде регистрације. Компанијама је такође забрањено пословање у Сједињеним Америчким Државама или продаја америчким резидентима. 
У новембру 2016. године Израелска агенција за хартије од вредности извршила је рацију на канцеларије бинарног брокера иТрадер за бинарне опције у Рамат Гану . Извршни директор и шест других запослених били су оптужени за превару, давање нелиценцираних инвестиционих савета и ометање правде. 
Елиран Саада, власник Екпресс Таргет Маркетинга, који је водио бинарне компаније ИнсидеОптион и СецуредОптионс, ухапшен је 15. маја 2017. године због сумње у превару, лажно рачуноводство, кривотворење, изнуду и уцену. Случај укључује сингапурску жену која тврди да је изгубила преко 500.000 долара тргујући са фирмом.  
У августу 2017. године надзорник израелске полиције Рафи Битон изјавио је да се индустрија бинарног трговања "претворила у чудовиште". Рекао је израелском Кнесету да су почеле кривичне истраге. 
У септембру 2017. године, ФБИ је ухапсио Лија Елбаза, извршног директора компаније за трговање бинарним опцијама Јуком Комуникатионс, по његовом доласку у Сједињене Државе. Ухапсили су је због преваре и завере да би се извршила превара. 
У фебруару 2019, ФБИ је ухапсио Остина Смита, оснивача Веалт Рековери Интернатионал-а, након његовог доласка у Сједињене Државе. Смит је ухапшен због преваре због свог учешћа као запосленог у Бинарибоок.цом. 

### Малта
У марту 2013. године Малтешки завод за финансијске услуге (МФСА) објавио је да ће регулација бинарних опција бити пренесена са Малтешке управе за лутрију и игре на срећу.  Дана 18. јуна 2013. МФСА је потврдила да су бинарне опције по њиховом мишљењу спадале у оквир Директиве о тржишту финансијских инструмената (МиФИД), због чега је Малта друга јурисдикција ЕУ која регулише бинарне опције као финансијски инструмент. То је захтевало од пружалаца услуга да добију лиценцу за инвестиционе услуге категорије 3 и да буду у складу са минималним капиталним захтевима МиФИД- а ; Предузећа су могла раније да послују из надлежности са важећом лиценцом за Лутрију и игре на срећу. 

### Нови Зеланд
У априлу 2017. године, Новозеландска управа за финансијска тржишта (ФМА) објавила је да су сви брокери који нуде краткорочне инвестиционе инструменте који подмирују у року од три дана, потребни за добијање лиценце од агенције.  Намера је да се обухвате бинарне опције као и уговори на разлику (ЦФД).

### Велика Британија
Трговање бинарним опцијама
У Великој Британији, бинарне опције су регулисане од стране Комисије за коцкање, а не Ауторитета финансијског понашања (ФЦА).  Међутим, ова уредба се примењивала само на фирме које су имале опрему за коцкање у Великој Британији.  ФЦА је у 2016. години предложила довођење бинарних опција под своју надлежност и њихово ограничавање. Они су изјавили да бинарне опције „не испуњавају истинску потребу за улагањем“.  У марту 2017, Акшн Фрауд је издао упозорење о бинарним опцијама. 
Острво Ман, самоуправна територија круне за коју је Велика Британија одговорна, издала је лиценце компанијама које нуде бинарне опције као "игре вештине" лиценциране и регулисане по клађењу фиксних квота од стране Комисије за надзор игара на срећу Ајл оф Ман (ГСЦ) .  Ово категорише бинарне опције као облик коцкања, а администратора трговине као нешто слично казину, за разлику од праве брокерске куће.
Лондонска полиција је 19. октобра 2017. претресла 20 фирми за бинарне опције у Лондону.  3. јануара 2018. године, Комисија за финансијско понашање (ФЦА) преузела је регулацију бинарних опција од Комисије за коцкање .  У децембру 2018. године, ФЦА је предложила нова правила која би трајно забранила продају, маркетинг и дистрибуцију бинарних опција малопродајном потрошачу. 
Превара
Превара на тржишту је веома раширена, а многи добављачи бинарних опција користе имена познатих и угледних људи без њиховог знања. Према националном центру за извештавање о преварама и сајбер криминалу Екшн Фрауд, пријављено је 664 бинарних опцијских превара у 2015/16, што се повећало на 1,474 у 2016/17. Лондонска полиција је у мају 2017. рекла да су пријављени губици за претходну финансијску годину износили 13 милиона фунти, што је повећано са 2 милиона фунти претходне године.  У првој половини 2017. године, 697 људи је пријавило губитке у укупном износу од преко 18 милиона фунти. 

### Сједињене Америчке Државе
Трговање бинарним опцијама
У Сједињеним Америчким Државама, Комисија за папире од вредности одобрила је бинарне опције којима се тргује на берзи у 2008.  Трговање је почело на америчкој берзи (АМЕКС) и Чикаго Боард Ексчејнџ Оптионс (ЦБОЕ) у мају и јуну 2008. 
АМЕКС (сада NYSE American) нуди бинарне опције на неким берзанским фондовима на неколико високо ликвидних акција као што су Ситигруп и Гугле . Бинарне опције на берзи су се звале "фиксне опције поврата" (ФРО); кол позиви су названи "заврши високо" и пут су названи "заврши ниско".  Како би смањили опасност од тржишне манипулације појединачних акција, ФРОС користи "индекс поравнања" дефинисан као просек Волуме-веигхтед трговања на дан доспећа. АМЕКС и Донато А. Монтанаро поднели су пријаву патента за бинарне опције на берзи, користећи индекс пондерисане количине у 2005.  ЦБОЕ нуди бинарне опције на С&П 500 и ЦБОЕ Волатилити Индек (ВИКС) .  Ове ознаке су БСЗ  и БВЗ. 
НАДЕКС, америчка Комодити Фјучрс Трејдинг Комишн (ЦФТЦ) је регулисала берзу, покренула је бинарне опције за тржиште Форекс, роба и берзанских индекса у јуну 2009. године.  30. марта 2010. године ЦФТЦ је издао измењени Налог за означавање како би се омогућило посредовање у трговини на НАДЕКС-у.  НАДЕКС је од тада понудио трговање бинарним опцијама између купаца и продаваца. Они не учествују у трговини. 
Преваре
Дана 6. јуна 2013. године, Комисија за трговину робним фјучерсима (ЦФТЦ) и Комисија за папире од вредности (СЕЦ) заједнички су издали Инвеститор Алерт да упозоре на лажне промотивне шеме које укључују бинарне опције и платформе за трговање бинарним опцијама. Две агенције су рекле да су примиле бројне притужбе о преварама у вези са бинарним местима за трговину опцијама, "укључујући одбијање исплата са рачуна клијената или надокнаду средстава клијентима; крађу идентитета и манипулацију софтвером како би се генерисали губици". Остале операције бинарних опција кршиле су захтеве за регистрацију код регулатора.  
У јуну 2013. амерички регулатори су оптужили израелско-кипарску компанију Банк Де Бинари да илегално продаје бинарне опције америчким инвеститорима.   У фебруару 2016. године, компанија је постигла нагодбу од 11 милиона долара са америчким властима. Регулатори су установили да је компанија користила "виртуелну канцеларију" у њујоршком Трамп Таверу у току кривичног дела, избегавајући забрану бинарних опцијских уговора. Компанија није ни признала нити демантовала наводе.  У новембру 2016. године, СЕЦ је објавио још једно упозорење за инвеститоре на бинарним опцијама.  У 2016,
У фебруару 2017. године Израелски Тајмс је известио да је ФБИ спровео активну међународну истрагу о преварама бинарним опција, наглашавајући међународну природу, рекавши да агенција није била "ограничена на САД". Жртве из целог света биле су позване да контактирају канцеларију ФБИ-а или ФБИ-јев центар за жалбе за преваре на интернету. Истрага није ограничена на брокере бинарних опција, већ је свеобухватна и може укључивати компаније које пружају услуге које омогућавају да индустрија послује. Компаније које издају кредитне картице су биле обавештене о лажној природе индустрије. Ово ће можда омогућити будућим жртвама да добију повраћај средстава, односно повраћај новца. 
Дана 13. марта 2017. ФБИ је поновио своје упозорење, изјавивши да су "починиоци иза многих бинарних веб страница опција, првенствено криминалаци лоцирани у иностранству, заинтересовани само за једну ствар - узимање вашег новца". Они такође пружају контролну листу о томе како избећи да будете жртва.  
Ту је и популарна лажна услуга „повраћаја средстава”, где преваранти обећавају да ће “уловити” преваранте бинарним опцијама и повратити новац клијената путем законских метода.   У јануару 2018, савезни тужиоци у Бостону поднели су жалбу против Леонела Алекиса Валериа Сантане и Франка Грегори Цедена, оптужујући их за такву врсту преваре.  У августу 2018. Сантана је осуђен на 63 месеца затвора, три године под надзором ослобођења, и наложио да плати реституцију у износу од 105.869 долара (Цедено је оптужен у марту и изјаснио се да није крив). 